# Pierre-Paul Riquet (militaire)
Pour son père, ingénieur et entrepreneur, voir Pierre-Paul Riquet. Pour les homonymes, voir Riquet.
Pierre-Paul Riquet, comte de Caraman, né en 1644 et mort le 25 mars 1730 à Paris, sans postérité, est un militaire français. 

## Famille
Il est le deuxième fils de Pierre-Paul Riquet (1609-1680), créateur du canal du Midi.

## Biographie
Pendant la guerre de succession d'Espagne, il combat dans les Pays-Bas espagnols. 
En juin 1702, il commande, au début de la guerre, neuf bataillons espagnols et onze escadrons dans une manœuvre, en coordination avec le maréchal Boufflers et le comte Tallard, pour attaquer le corps d'armée d'Athlone près de Clèves.
Il sauve l'armée française à Wange près de Louvain en 1705 lors de la guerre de Succession d'Espagne, service qui lui vaut de recevoir par lettres patentes de Louis XIV, la grand-croix de Saint-Louis le 18 juillet 1705 avant d'avoir passé par les grades intermédiaires. 
Il termine sa carrière Lieutenant général des armées du roi.

### Sources et bibliographie
Les sources sont classées par date de parution
- Biographie universelle ancienne et moderne CAM-CHE., vol. 60, LG Michaud (Paris), 1836, 600 p..
- James Carmichël-Smith, Histoire abrégée des guerres dont les Pays-Bas ont été le théatre., F Oudart (Liége), 1843, 391 p..

Cet article comprend des extraits du Dictionnaire Bouillet. Il est possible de supprimer cette indication, si le texte reflète le savoir actuel sur ce thème, si les sources sont citées, s'il satisfait aux exigences linguistiques actuelles et s'il ne contient pas de propos qui vont à l'encontre des règles de neutralité de Wikipédia.